# Červené Poříčí
Červené Poříčí é uma comuna checa localizada na região de Plzeň, distrito de Klatovy.

## Galeria

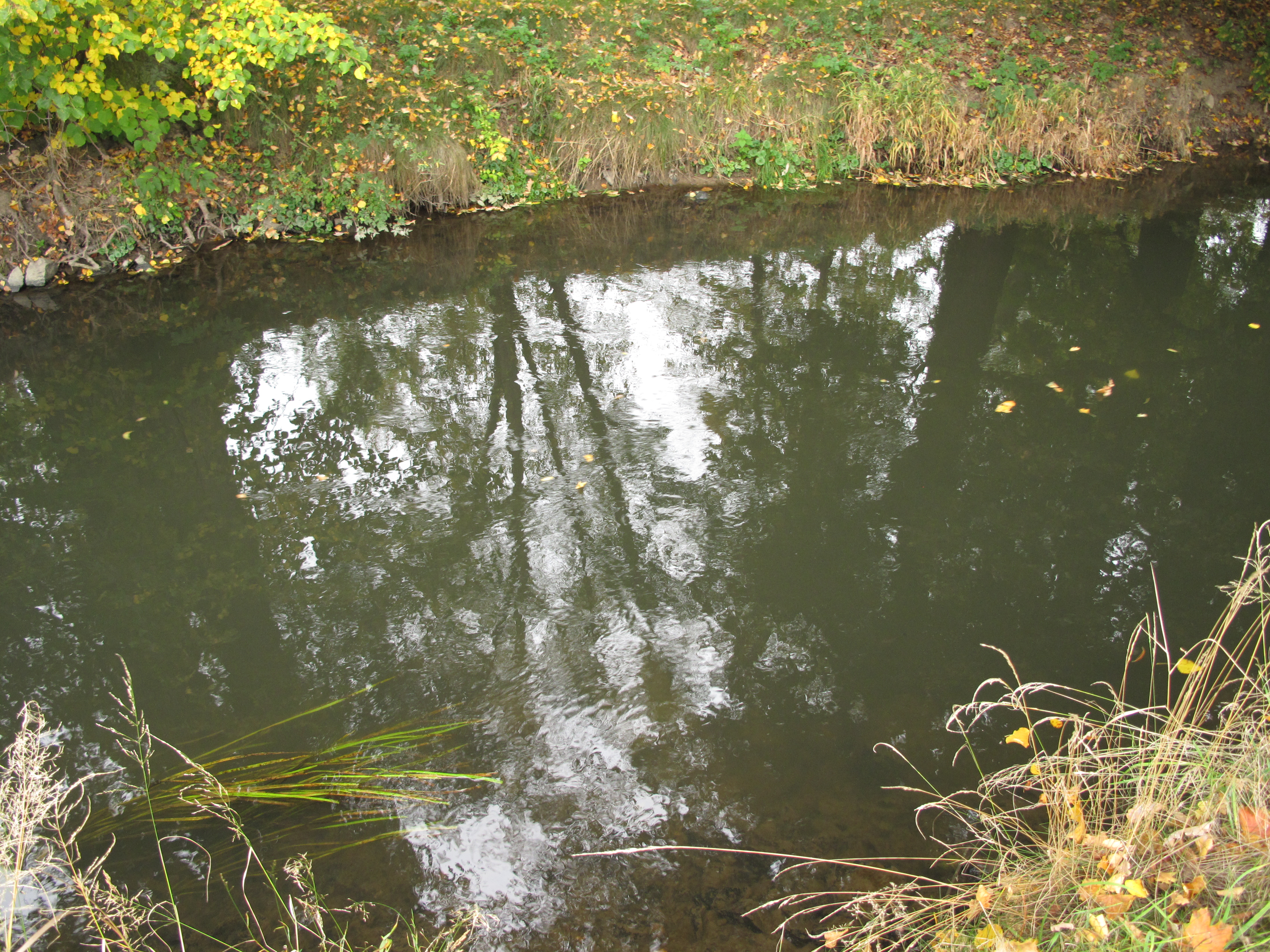
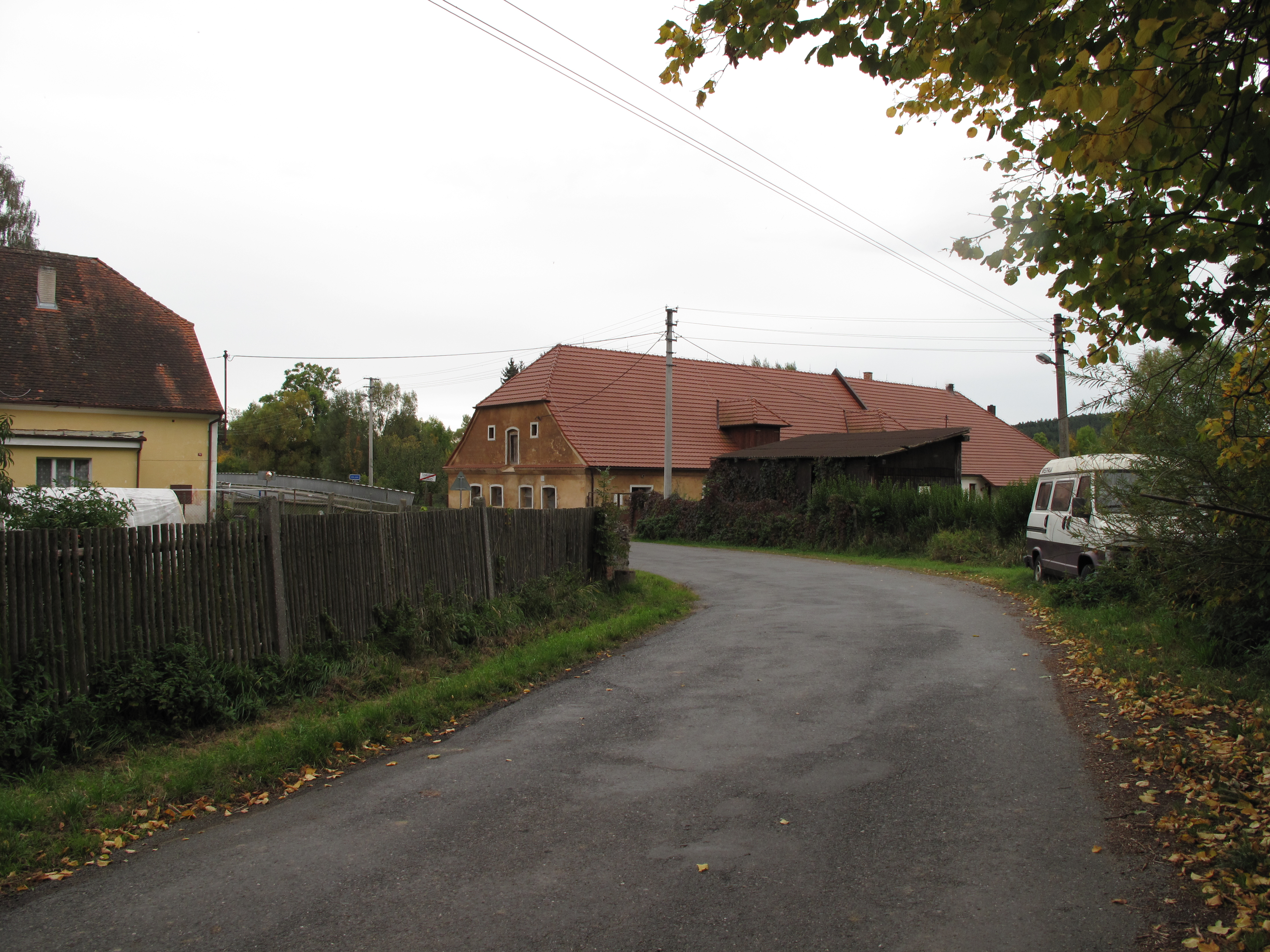
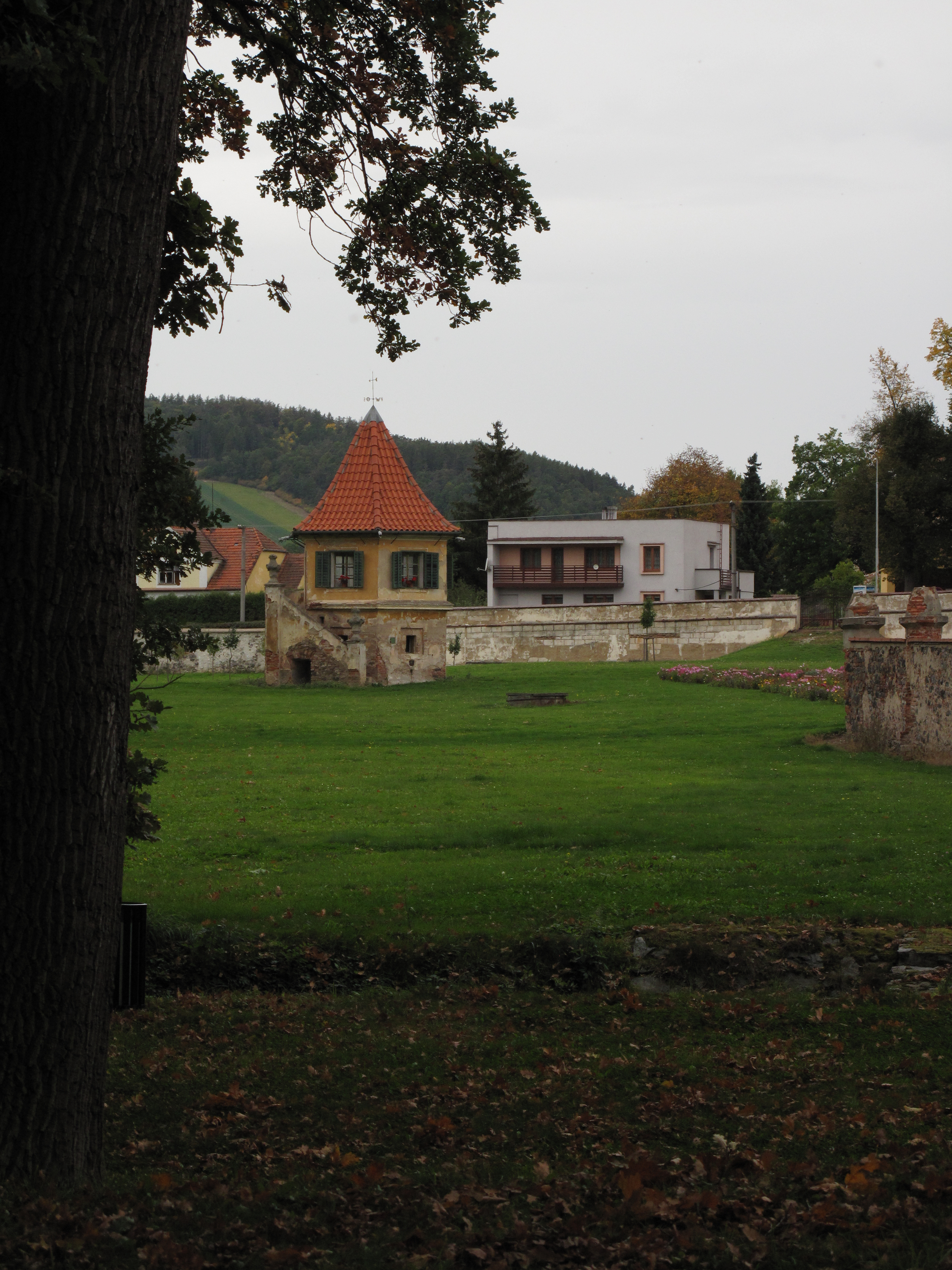